# Incêndios florestais no Chile em 2024
Em fevereiro de 2024, uma série de incêndios florestais começou no Chile. Vários grandes incêndios foram registrados na região de Valparaíso, O'Higgins, Maule, Biobío, e La Araucanía inclusive em Viña del Mar.

## Visão geral
A Ministra do Interior, Carolina Tohá, disse em 3 de fevereiro que 92 incêndios florestais estavam queimando no centro e sul do Chile, que registraram temperaturas excepcionalmente altas na semana passada, atingindo até 40°C (104°F), sendo agravadas pelo Fenômeno El Niño. Mais de 43 000 hectares de terra foram afetados. Até 4 de Fevereiro, as autoridades afirmaram que 43 incêndios tinham sido controlados, enquanto outros 34 ainda estavam a ser combatidos.
O presidente Gabriel Boric mencionou que alguns dos incêndios podem ter sido iniciados deliberadamente, o que também foi apoiado pelo governador da Região de Valparaíso, Rodrigo Mundaca.

## Eventos anteriores
Em janeiro de 2024, dois incêndios florestais levaram a SENAPRED a emitir um alerta vermelho. Um ocorreu em 20 de janeiro em Lonquimay, região de La Araucanía, e outro em 26 de janeiro em Puerto Montt, região de Los Lagos.
Em 22 de janeiro, um incêndio chamado "Antiquereo 2" eclodiu na fronteira de Portezuelo e Trehuaco, na região de Ñuble, contido em 24 de janeiro depois de consumir 35 hectares.  A SENAPRED respondeu declarando um alerta amarelo em Portezuelo, marcando o primeiro alerta do ano na região.
No final de janeiro de 2024, um incêndio originado na Flórida, região de Biobío, se espalhou para Quillón, na região de Ñuble. O incêndio de "Casablanca", cobrindo 69,5 hectares no setor de Peñablanca, foi extinto através de esforços de colaboração entre os corpos de bombeiros de Quillón e da Flórida.
Na última semana de janeiro de 2024, uma severa onda de calor atingiu o centro do Chile, com temperaturas de 3 a 6 ºC acima da média semanal. Antecipando um aumento do risco de incêndios florestais, a Direção Meteorológica do Chile emitiu um alerta de calor em 28 de janeiro, projetando temperaturas de 36 a 38 ºC nos vales e contrafortes da zona central e de 30 ºC na costa das regiões de Valparaíso, O'Higgins e Maule.

## Regiões

### Região de Valparaíso

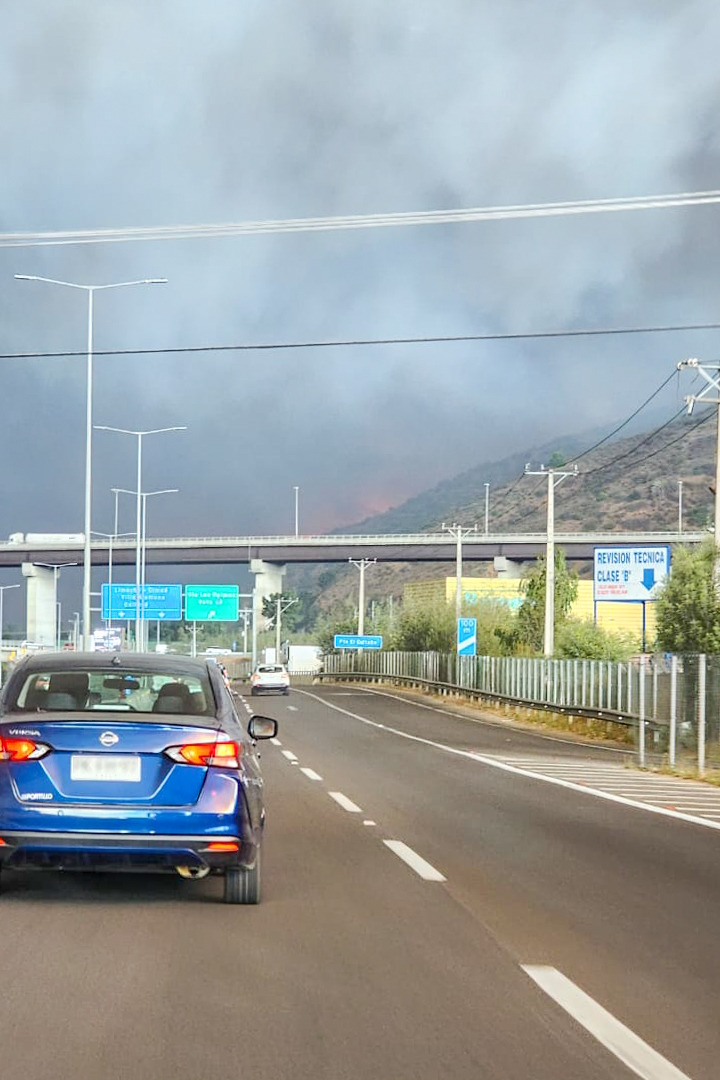
Incêndio visto de Viña del Mar em 3 de fevereiro de 2024

Milhares de pessoas na região de Valparaíso, que sofreu os incêndios florestais mais mortíferos, foram instadas pelas autoridades a evacuar. Às 3h25 do dia 2 de fevereiro, foi declarado alerta vermelho na província de Valparaíso devido a um incêndio de 1 ha que afetou a estrada Las Docas, ao sul de Valparaíso. Uma hora depois, foi anunciado que o incêndio afetou uma área de 5 hectares.
Às 15h10, foi relatado outro conjunto de incêndios na Reserva Nacional Lago Peñuelas, afetando 30 hectares. O incêndio foi descrito como de “rápido avanço e alta intensidade” e causou a interrupção do tráfego de veículos nas Rotas 68 e F-718.
Às 15h54, outro incêndio foi relatado em Lo Moscoso, atingindo oito hectares nas comunas de Quilpué e Villa Alemana. Ao mesmo tempo, a província de Marga Marga foi colocada em alerta vermelho pelas autoridades.
Às 17h15, o Serviço Nacional de Prevenção e Resposta a Desastres (em castelhano:  Servicio Nacional de Prevención y Respuesta ante Desastres) informou que o incêndio de Lo Moscoso se estendeu por 80 hectares e ordenou a evacuação dos setores Quebrada Escobares e Fundo El Rincón de Villa Alemana. Até então, o incêndio na Reserva Lago Peñuelas havia afetado 480 ha.
Às 21h00, as províncias de Los Andes, Petorca, Quillota, San Antonio e San Felipe de Aconcágua também foram colocadas em alerta vermelho. Até às 22h00, mais de 6 200 hectares de terra tinham sido afetados pelos incêndios.

### Região de O'Higgins
Em 31 de janeiro, as autoridades declararam Alerta Amarelo em resposta a incêndios ativos, incluindo o incêndio "Maitén" na comuna de Navidad, que ameaçou casas e infraestruturas críticas, e o incêndio "La Aguada" na comuna de La Estrella . Às 18h00, foram ordenadas evacuações em La Pataguilla, La Aguada, El Maitén e San Rafael. Em 2 de fevereiro, o SENAPRED pediu a evacuação urgente de San Miguel de Viluco e Pihuelo.
Até 2 de fevereiro, a situação agravou-se significativamente, levando o SENAPRED a declarar Alerta Vermelho para toda a região, indicando maior gravidade dos incêndios e a necessidade de mobilizar todos os recursos disponíveis para a sua supressão. Devido à seriedade do incêndio florestal em La Estrella, o SENAPRED ordenou a evacuação do setor La Puntilla.
Às 14h00 as ordens de evacuação foram alargadas a outros setores da comuna. Às 18h00 foi ordenada a evacuação da comuna de Pumanque. Às 19h00, outros setores de La Estrella foram evacuados. Por volta das 18h00 foi informado que 3 455 hectares haviam sido destruídos pelos incêndios.

### Região de Maule
Em 1º de fevereiro, as autoridades emitiram Alerta Amarelo para os municípios de Pencahue e Curepto. Esta medida foi tomada em resposta ao incêndio “Hijuela 3 Las Palmas”, que na altura afetou 650 hectares e representou uma ameaça imediata a infraestruturas críticas, como antenas de telecomunicações.
A situação agravou-se rapidamente, levando a uma atualização de alerta em 2 de fevereiro, obrigando o SENAPRED a declarar Alerta Vermelho para Curepto, Pencahue e Sagrada Família. Esta decisão foi motivada pela expansão do incêndio “Hijuela 3 Las Palmas” para 850 hectares e pelo seu comportamento extremo, que incluiu a emissão de faíscas e a proximidade de áreas povoadas, o que representou um risco significativo para as comunidades locais. No mesmo dia, em resposta ao incêndio florestal “Santa Laura” no município de Curicó, noticiado às 17h54 e que inicialmente abrangia cinco hectares, o SENAPRED declarou Alerta Amarelo para o município. Às 17h, setores de Curicó receberam ordem de evacuação. Às 19h19, em resposta ao crescimento do incêndio para 20 hectares, o Alerta Amarelo foi atualizado para Alerta Vermelho. Isto levou à mobilização de todos os recursos disponíveis para o seu controle, incluindo o envio adicional de brigadas da Conaf, aeronaves e a participação dos Carabineros do Chile para auxiliar na evacuação das áreas afetadas. Às 22h39, o incêndio “Santa Laura” foi declarado “controlado”, após atingir 30 hectares, e motivou o rebaixamento do Alerta Vermelho para Amarelo pelo SENAPRED e Conaf, indicando que, embora a ameaça imediata tenha sido superada, os recursos seriam permanecer em alerta para responder a qualquer mudança nas condições.
Às 22h50 foi declarado alerta vermelho na comuna de Hualañé, afetando 120 hectares. A mobilização de recursos em resposta ao Alerta Vermelho foi considerável, incluindo a participação de bombeiros de diversas comunas (Talca, Huaquén, Pencahue, Maule, San Javier e San Rafael), múltiplas brigadas da Conaf e empresas privadas como Celulosa Arauco, CMPC e Vista Hermosa, bem como a utilização de aviões e helicópteros da Conaf e da Celulosa Arauco, entre outros recursos terrestres e técnicos.

### Região de Biobío
No dia 2 de fevereiro às 14h19 foi declarado Alerta Vermelho para a comuna de Mulchén devido ao incêndio florestal "Mininco VIII". Este incêndio, que está a ser combatido e que afetou cerca de 150 hectares, caracteriza-se pela proximidade de zonas povoadas, pelo comportamento extremo do fogo, incluindo faíscas voadoras e ventos erráticos. Até então, uma brigada da Conaf atuava no local. No dia 3 de janeiro, às 20h48, o alerta foi cancelado após o incêndio ser declarado controlado.

### Região da Araucanía
No dia 3 de fevereiro, as autoridades declararam Alerta Vermelho para a comuna de Galvarino em resposta aos incêndios florestais “Colonia Suiza” e “Nilpe 4”. O incêndio “Colonia Suiza” afetou 15 hectares enquanto o incêndio “Nilpe 4” afetou cinco hectares.

### Região de Los Lagos
Em 26 de janeiro, iniciou-se um incêndio florestal na região de Los Lagos, o que levou as autoridades a declararem Alerta Amarelo após a detecção do incêndio do "Camino San Antonio" em Puerto Montt, afetando inicialmente seis hectares. A situação agravou-se rapidamente, levando à declaração de Alerta Vermelho no mesmo dia, pelas 20h36, em resposta ao crescimento do incêndio para 63 hectares e à sua contínua proximidade com áreas povoadas. Esta declaração mobilizou um conjunto ampliado de recursos, incluindo brigadas da Conaf, bombeiros de diversas localidades, helicópteros e maquinário especializado, para combater eficazmente o incêndio e proteger as comunidades em risco.
Nos dias seguintes, o Alerta Vermelho foi mantido, refletindo a gravidade persistente do incêndio, que consumiu 546 hectares e depois aumentou para 804 hectares. Nesse período foram realizadas evacuações preventivas: na manhã do dia 28 de janeiro, 74 pessoas foram evacuadas de 19 residências dos setores afetados, que retornaram às suas casas na tarde do mesmo dia. Além disso, foram montados abrigos temporários e realizadas mesas técnicas para coordenar a resposta ao incêndio.
As operações contaram com a participação ativa de bombeiros, brigadas da Conaf, técnicos, helicópteros administrados pela Conaf e pela SENAPRED, além da utilização de máquinas rodoviárias e recursos privados. O esforço conjunto entre diferentes entidades permitiu que o incêndio fosse combatido com uma combinação de estratégias terrestres e aéreas, incluindo a utilização de aeronaves Hércules C-130 para operações de extinção. Além disso, foi dada atenção à segurança dos brigadistas e ao bem-estar das pessoas afectadas pelo incêndio, com a implementação de medidas de evacuação e a disponibilização de alojamento temporário para os deslocados das suas casas.

## Vítimas e danos

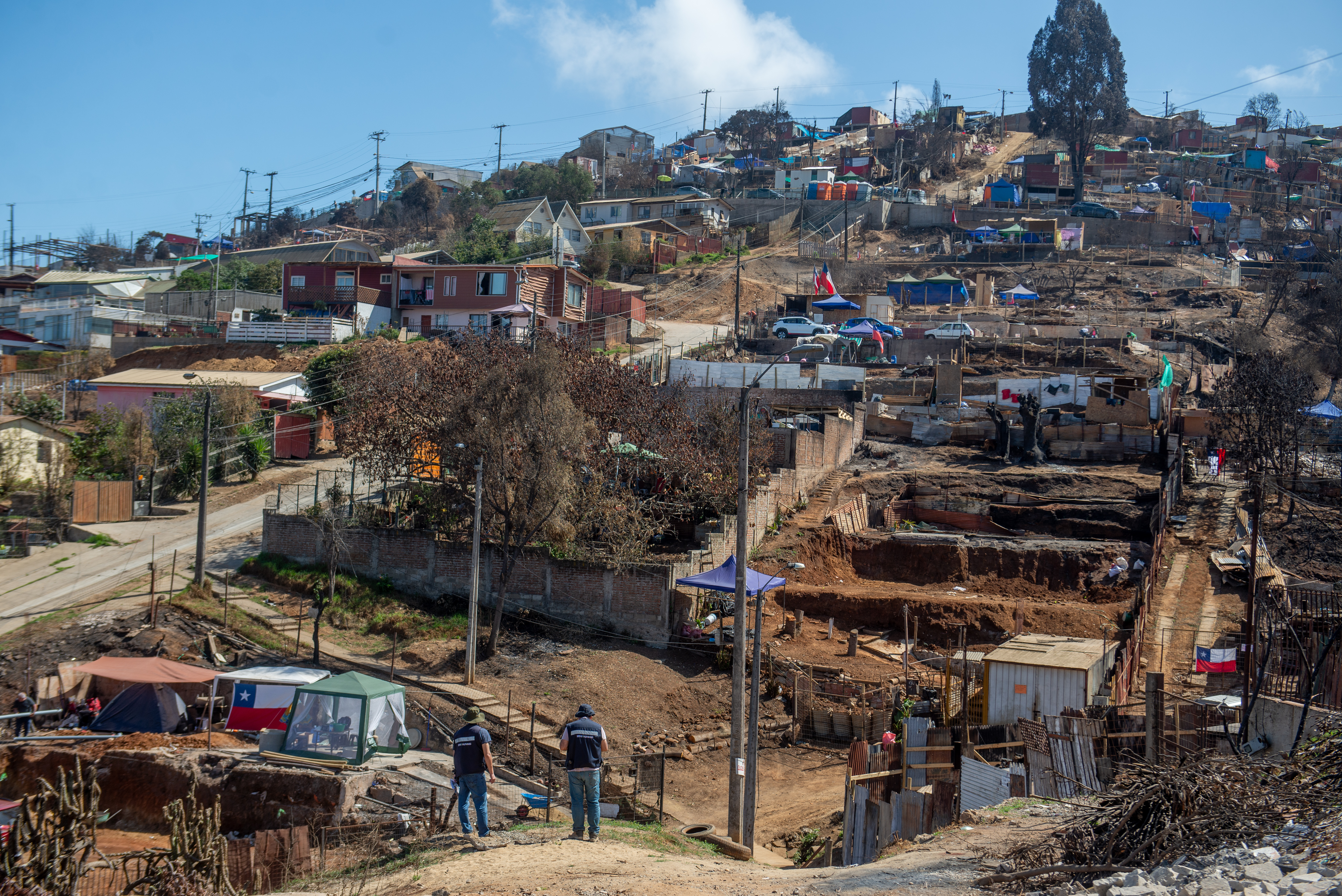
Casas queimadas na região de Viña del Mar após os incêndios

Um total de 131 pessoas morreram nos incêndios, das quais 35 foram identificadas até agora. O Serviço Médico Forense do Chile disse que muitos corpos foram encontrados em más condições e difíceis de identificar, levando-os a coletar amostras de DNA de pessoas com parentes desaparecidos.. Mais de 300 pessoas continuam desaparecidas e mais de 15 000 casas foram destruídas pelos incêndios. Os incêndios foram considerados os mais mortíferos da história do Chile e o desastre mais mortal no país desde o terremoto no Chile em 2010.
Em Valparaíso, quatro hospitais e três lares de idosos foram evacuados e dois terminais de ônibus foram destruídos. Em Viña del Mar, o jardim botânico da cidade, fundado em 1931, foi destruído pelos incêndios. Durante um discurso transmitido pela televisão nacional, o presidente Gabriel Boric afirmou que era provável que o número de mortos aumentasse ainda mais.

## Resposta
Os incêndios levaram ao envio de 31 aeronaves de combate a incêndios e 1 400 bombeiros, juntamente com 1 300 militares, para ajudar na resposta de emergência. O presidente Gabriel Boric ordenou o envio de mais unidades militares para ajudar a combater os incêndios e instou os cidadãos a cooperarem com as equipas de emergência. Além disso, foi implementado um toque de recolher em Viña del Mar, Limache, Quilpué e Villa Alemana a partir das 21h do dia 3 de fevereiro para facilitar a circulação de veículos de emergência. As autoridades ordenaram a proibição do manuseio de fogo e outras máquinas produtoras de calor nas províncias de Valparaíso e Marga Marga.
O estado de emergência foi declarado no final da noite de 2 de fevereiro, enquanto Boric declarou dois dias de luto nacional. No dia 3 de fevereiro, Boric sobrevoou as áreas afetadas antes de visitar uma escola que havia sido convertida em abrigo para deslocados pelos incêndios. Também ordenou a conversão da residência oficial de verão presidencial, o Palácio de Cerro Castillo, em Viña del Mar, em um centro de lazer temporário para crianças afetadas.
O Ministério da Saúde emitiu alerta sanitário na região de Valparaíso e ordenou a suspensão das cirurgias eletivas. Também autorizou a criação de hospitais de campanha e anunciou a contratação de estudantes de medicina próximos ao final dos estudos para aumentar a equipe médica.